# The Irish Rover
|  | Aquest article tracta sobre la cançó de folk. Si cerqueu la banda, vegeu «The Irish Rovers». |

«The Irish Rover» és una cançó popular irlandesa sobre un veler magnífic però improbable que arriba a un final lamentable. Ha estat enregistrada per nombrosos artistes, alguns dels quals n'han modificat les lletres al llarg del temps.
La cançó descriu una nau gegantina amb «vint-i-set pals», una tripulació acolorida i diversos tipus de càrrega en quantitats enormes. Els versos són cada vegada més extravagants sobre les meravelles de la gran nau. El viatge de set anys arriba a un final desastrós quan el vaixell s'enfonsa. El narrador es converteix en l'únic supervivent, «l'últim de l'Irish Rover», sense deixar ningú més viu que pugui contradir la història.